# Hilma af Klint
Hilma af Klint (Solna, 26 de octubre de 1862-Danderyd, 21 de octubre de 1944) fue una artista sueca especialmente conocida por ser pionera del arte abstracto. Creó sus primeros cuadros abstractos en 1906, antes que Vasili Kandinski —quien hasta 1911 no publicó De lo espiritual en el arte—, Piet Mondrian y Kazimir Malévich.
Los cuadros abstractos de Klint no fueron conocidos hasta 1986, ya que, por expreso deseo de la artista, en sus últimas voluntades solicitó que sus obras no fueran expuestas hasta al menos veinte años después de su muerte, ya que consideraba que su obra no sería bien acogida en su época. Nunca participó en exposiciones ni movimientos.

## Biografía

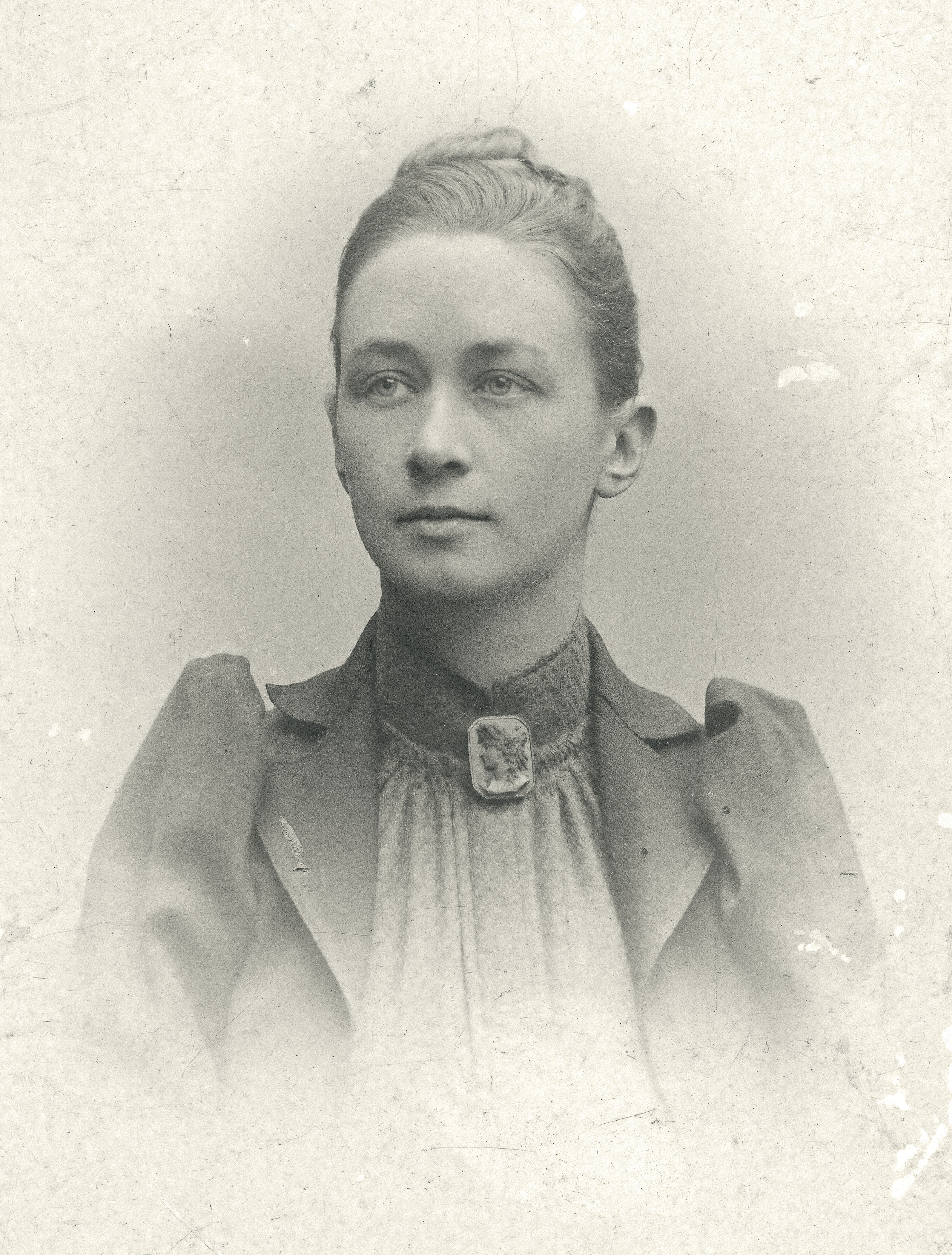
Fotografía de Hilma af Klint en 1901.

Hilma af Klint nació en Solna, municipio integrado en el área metropolitana de Estocolmo (Suecia). Hija de un almirante, desde 1882 a 1887 asistió a la Real Academia Sueca de las Artes donde aprendió las técnicas que le permitieron trabajar como retratista y paisajista. Perteneció a la primera generación de mujeres europeas que se formó académicamente en arte. Unos años más tarde, la academia puso un estudio a Hilma y otros dos compañeros en el barrio artístico y bohemio de Estocolmo, el Kungsträdgården, para que desarrollaran su talento. Allí, Klint realizó tanto retratos como paisajes de estilo naturalista.
Sentía especial atracción por el esoterismo que aumentó tras la triste muerte de su hermana de diez años. Se acercó a los rosacruces, la antroposofía y la teosofía, un movimiento que también atrajo a Kandinsky y Mondrian. También se inició en el espiritismo.
A partir de 1896 Hilma af Klint junto a otras cuatro amigas formaron un grupo llamado Las Cinco. Klint y sus amigas practicaban la escritura y la pintura automáticas a partir de sesiones de espiritismo. Se reunían los viernes para sesiones de meditación y espiritismo durante las cuales practicaban la escritura automática de acuerdo con los mensajes que recibían de unos espíritus a los que denominaban los Altos Maestros. Durante una de las sesiones, recibieron el encargo de los Altos Maestros de mostrar lo que habían visto del mundo espiritual durante las sesiones con los médiums. Las otras artistas rechazaron participar en el proyecto pero Klint trabajó en la serie Los cuadros para el templo, sus primeras obras abstractas, iniciada en 1906 y terminada  en 1915, compuesta por 193 obras. En 1908 conoció a Rudolf Steiner, miembro destacado de la Sociedad Teosófica y fundador de la Antroposofía quien cuando vio la obra le recomendó no mostrarla durante 50 años. La artista lo limitó a 20 años.
Hilma af Klint suspendió su trabajo para asistir a su madre dependiente, período en el cual abandonó el barrio de Kungstraedgaarden. No retomó su labor pictórica con Los cuadros para el templo hasta 1912, trabajo que concluyó en 1915. Un año después, pintó bajo los lineamientos de la geometría abstracta la serie Parsifal y en 1917, la serie Átomo.
En 1920, año en que murió su madre, viajó a Suiza, donde se reencontró con Rudolf Steiner. Allí se unió a la Sociedad Teosófica y estudió sus textos. En lo pictórico, realizó una serie de pinturas sobre las grandes religiones del mundo.
En 1925, abandonó la pintura por completo para dedicarse a los estudios teosóficos. Murió en un accidente en 1944.

## Obra artística

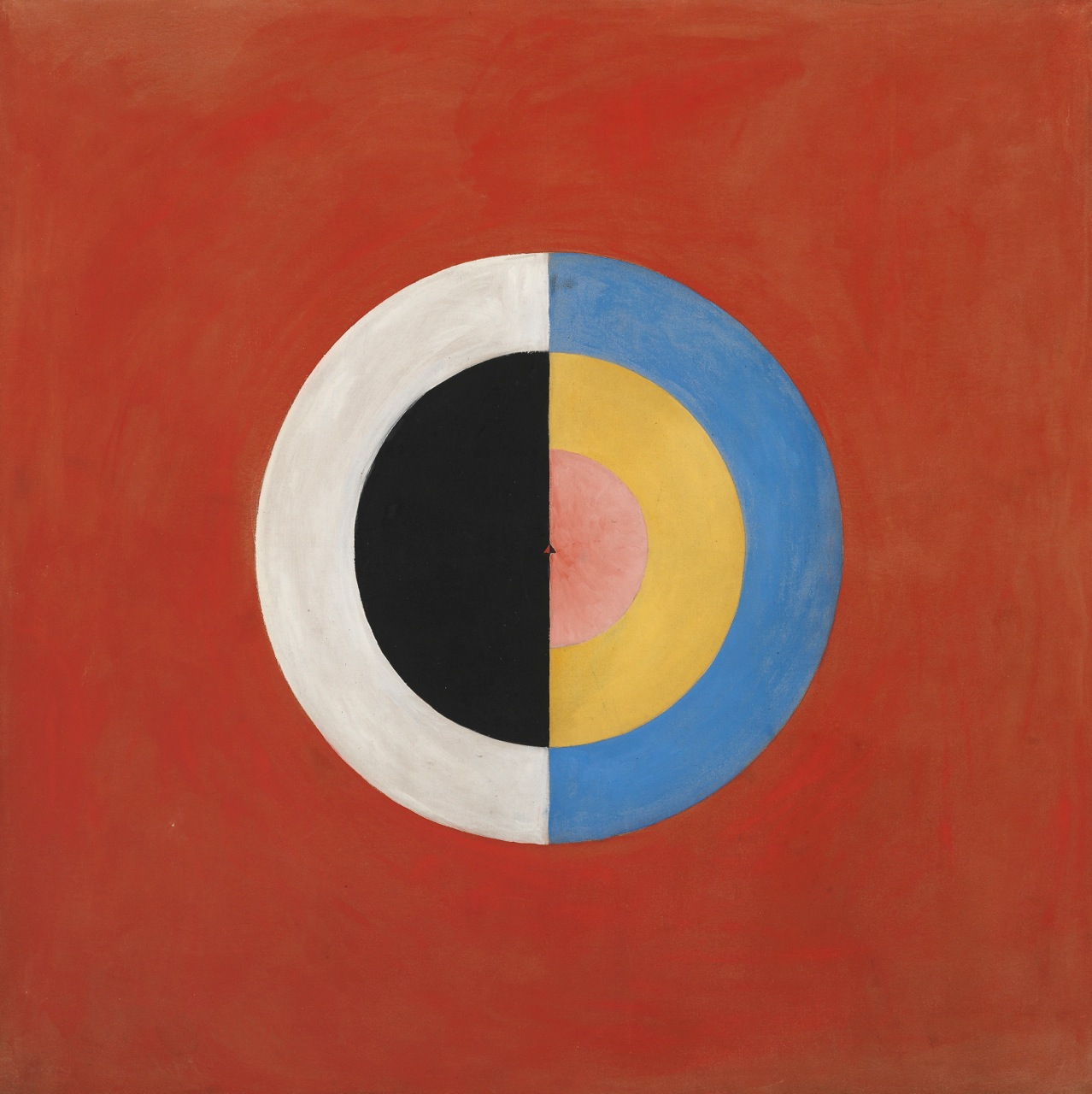
Svanen (El Cisne), No. 17, Grupo IX, Serie SUW, octubre de 1914 - marzo de 1915. Esta obra abstracta nunca fue exhibida en vida de Af Klint

Fue una innovadora radical de un tipo de arte que daba la espalda a la realidad visible. Desde 1906 desarrolló un lenguaje abstracto. La obra de Hilma af Klint no es una abstracción real del color y la forma en sí mismos, sino que trata de modelar lo invisible. Esto sucedió años antes de que apareciera la obra de Wassily Kandinsky, Piet Mondrian y Kazimir Malévich, que aún son tratados como los precursores del arte abstracto a principios del siglo XX.
Hilma af Klint realizó más de 1000 trabajos, entre pinturas y obra en papel. En vida, expuso su obra temprana y figurativa, pero nunca la abstracta. En su testamento redactó que su obra abstracta no se expusiera en público hasta veinte años después de su muerte, dado que estaba convencida de que hasta entonces no se podría valorar y comprender su obra en su justa medida. Sus deseos se cumplieron y hasta 1986 no se descubrió su obra.
Tras abandonar el lenguaje figurativo naturalista, Hilma af Klint parte de la base de que existe una dimensión espiritual en la existencia y quiere hacer visible el contexto que existe más allá de lo que el ojo puede ver. Al igual que otros de sus contemporáneos, estuvo muy influida por las corrientes espirituales de la época, particularmente el espiritismo, la teosofía y la antroposofía. En su obra abstracta, en la que destaca la pintura de gran formato, se encuentran elementos recurrentes, como círculos concéntricos, óvalos y espirales. Las temáticas que abordaba versaban sobre aspectos metafísicos, como la dualidad (materia y espíritu, lo femenino y lo masculino), la totalidad del cosmos, el origen del mundo, etc.

## Exposiciones (póstumas)
La obra abstracta de Hilma af Klint se mostró por primera vez en la exposición "Lo espiritual en el arte, pintura abstracta 1890-1985" organizada por Maurice Tuchman en Los Ángeles en 1986. Esta exposición fue el punto de partida de su reconocimiento internacional.
"Hilma Af Klint: Pinturas para el futuro", la exposición de 2019 del Museo Solomon R. Guggenheim, tuvo más de 600.000 visitantes, siendo la más visitada en los 60 años de historia del museo.

### Exposiciones (selección)

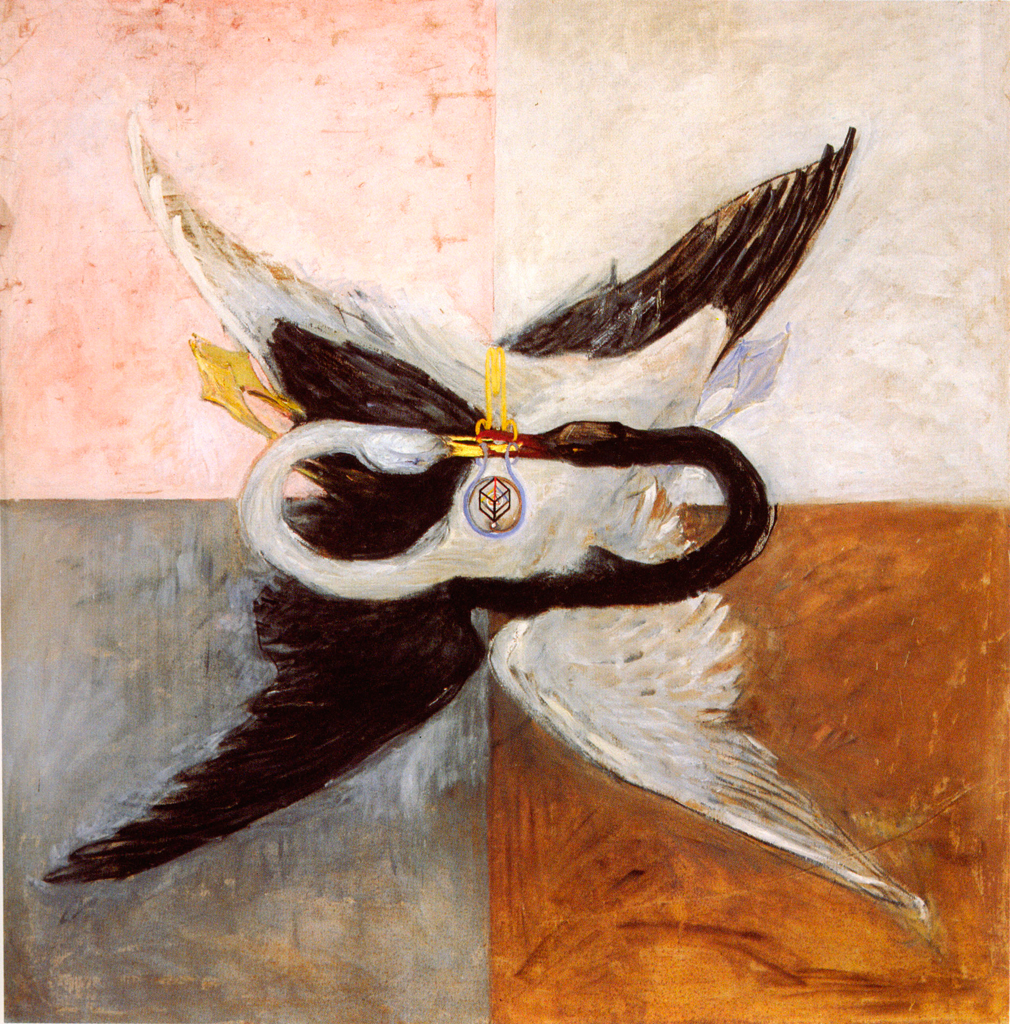
Svanen, 1914.

- The Spiritual in Art: Abstract Painting 1890–1985, Museo de Arte del Condado de Los Ángeles, Los Ángeles, USA. 23 de noviembre de 1986 – 8 de marzo de 1987.[10] Travelling exhibition: Museum of Contemporary Art, Chicago, USA. 17 de abril – 19 de julio de 1987; Gemeentemuseum Den Haag, Netherlands. 1 de septiembre – 22 de noviembre de 1987
- Hilma af Klints hemliga bilder, Nordic Art Association, Sveaborg Helsinki, Finland 1988–1989
- The Secret Pictures by Hilma af Klint, MoMA PS1, Queens, New York. 15 de enero – 12 de marzo de 1989[11]
- Ockult målarinna och abstrakt pionjär, Moderna Museet i Stockholm, Sweden 1989–1991. Travelling exhibition: Göteborgs Konsthall, Gothenburg, Sweden; Lunds Konsthall, Lund, Sweden; Fyns Kunstmuseum, Denmark.
- Okkultismus und Abstraktion, Die Malerin Hilma af Klint, Albertina, Vienna, Austria 1991–1992. Travelling exhibition: Kunsthaus Graz, Austria; Modern Museum of Passau, Germany
- Målningarna till templet (The paintings to the Temple), Liljevalchs konsthall, Stockholm, Sweden 1999–2000
- 3 x Abstraction: New Methods of Drawing, The Drawing Center, New York, USA 2005–2006;[12] Santa Monica Museum of Art, USA;[13] Irish Museum of Modern Art, Dublin, Ireland 2005–2006
- An Atom in the Universe, Camden Arts Centre, UK 2006[14]
- The Alpine Cathedral and The City-Crown, Josiah McElheny. Moderna Museet i Stockholm, Sweden. 1 de diciembre de 2007 – 31 de marzo de 2008 (representado por 14 pinturas)
- The Message. The Medium as artist – Das Medium als Künstler Museum in Bochum, Germany. 16 de febrero – 13 de abril de 2008 (representado por 4 pinturas)
- Traces du Sacré Centre Pompidou, Paris, France. 7 mayo – 11 de agosto de 2008. (representado por 7 pinturas)
- Hilma af Klint – Une modernité rélévée Centre Culturel Suédois, Paris, France. Abril – agosto 2008 (representado por 59 pinturas)
- Traces du Sacré Haus der Kunst, Munich, Germany. 18 de septiembre de 2008 – 11 de enero de 2009
- De geheime schilderijen van Hilma af Klint, Museum voor Moderne Kunst, Arnhem, Netherlands. 7 de marzo de 2010 – 30 de mayo de 2010[15]
- Beyond Colour, See! Colour! – Four exhibitions at the Cultural Center in Järna, South of Stockholm, Sweden. James Turrell, Rudolf Steiner, 14 de mayo – 2 de octubre de 2011
- Hilma af Klint – a Pioneer of Abstraction fue producido y exhibido en Moderna Museet i Stockholm, Suecia, del 16 de febrero al 26 de mayo de 2013,[16] antes de viajar al Hamburger Bahnhof – Museo Contemporáneo en Berlín, Alemania, del 15 de junio al 6 de octubre; Museo Picasso Málaga, España, del 21 de octubre de 2013 al 9 de febrero de 2014;[17] Louisiana Museum of Modern Art, Humblebaek, Copenhaguen, Denmark 2014;[18] Henie Onstad Kunstsenter, Oslo, Norway 2015; Kumu, Tallinn, Estonia 2015
- Las obras de af Klint se exhibieron en el Pabellón Central de la 55.ª Bienal de Venecia, Italia. 1 de junio – 24 de noviembre de 2013.[19]
- Cosa mentale – Imaginaries of Telepathy of the 20th-Century Art, Centre Pompidou, Metz, France. 28 de octubre de 2015 – 28 de marzo de 2016[20] (9 pinturas)
- Painting the Unseen, Serpentine Galleries, London, UK. 3 de marzo – 15 de mayo de 2016[21]
- The Keeper, New Museum of Contemporary Art, New York, USA 20 de julio – 2 de octubre de 2016[22]
- Beyond the Stars – The Mystical Landscape from Monet to Kandinsky, Museo de Orsay, Paris, France. 14 de marzo – 25 de junio de 2017[23] (1 pintura)
- Jardin infini. De Giverny à l'Amazonie, Centre Pompidou, Metz, France. 18 de marzo – 28 de agosto de 2017[24] (7 pinturas)
- L'emozione dei COLORI nell'arte, Galleria civica d'arte moderna e contemporanea GAM of Turin, Italy. 14 de marzo – 23 de julio de 2017[25]
- As Above, So Below, Museo Irlandés de Arte Moderno, Dublin, Ireland. 13 de abril – 27 de agosto de 2017[26][27]
- Intuition, Palazzo Fortuny in Venice, Italy. 13 de mayo – 26 de noviembre de 2017[28]
- Göteborg International Biennial for Contemporary Art (GIBCA), Göteborgs Konsthall in Gothenburg, Sweden. 9 de septiembre – 19 de noviembre de 2017[29]
- Hilma af Klint, Pinacoteca del Estado de São Paulo en São Paulo, Brazil. 3 marzo – 16 de julio de 2018[30]
- Hilma af Klint: Paintings for the Future, Museo Solomon R. Guggenheim en New York, USA. 12 de octubre de 2018 – 23 de abril de 2019[31][32]
- Hilma af Klint: The Secret Paintings, Galería de Arte de Nueva Gales del Sur, 12 junio – 19 de septiembre de 2021[33][34]
- Hilma af Klint: The Secret Paintings, City Gallery Wellington, 4 de diciembre de 2021 – 27 de marzo de 2022[35][36][37]
- Mujeres de la abstracción, Museo Guggenheim Bilbao, 22 de octubre de 2021 al 27 de febrero de 2022.[38]
- Hilma af Klint, Museo Guggenheim Bilbao, 18 de octubre de 2024 al 2 de febrero de 2025.[39][40][41][42]

## Galería

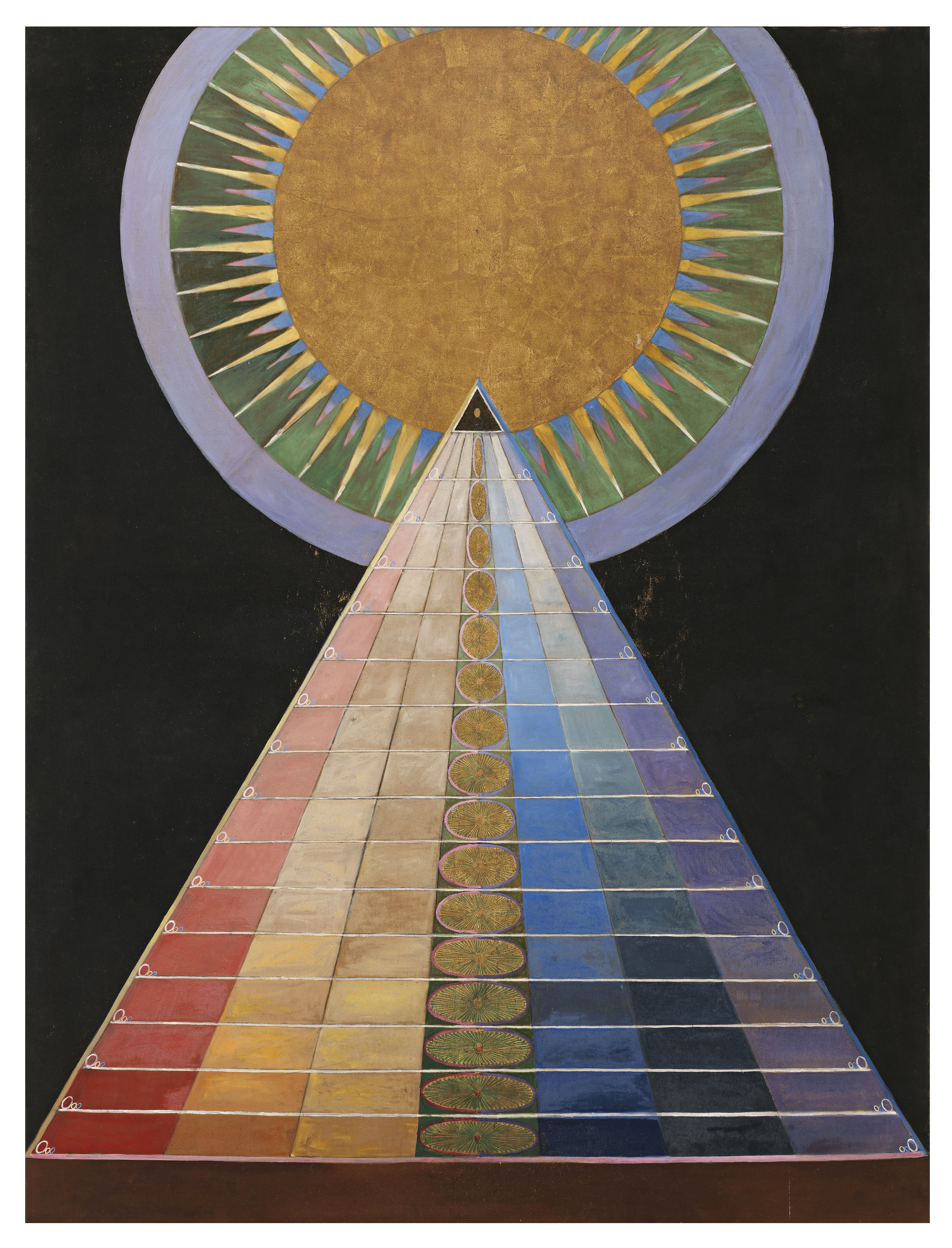
Group X, No. 1, Altarpiece, 1915
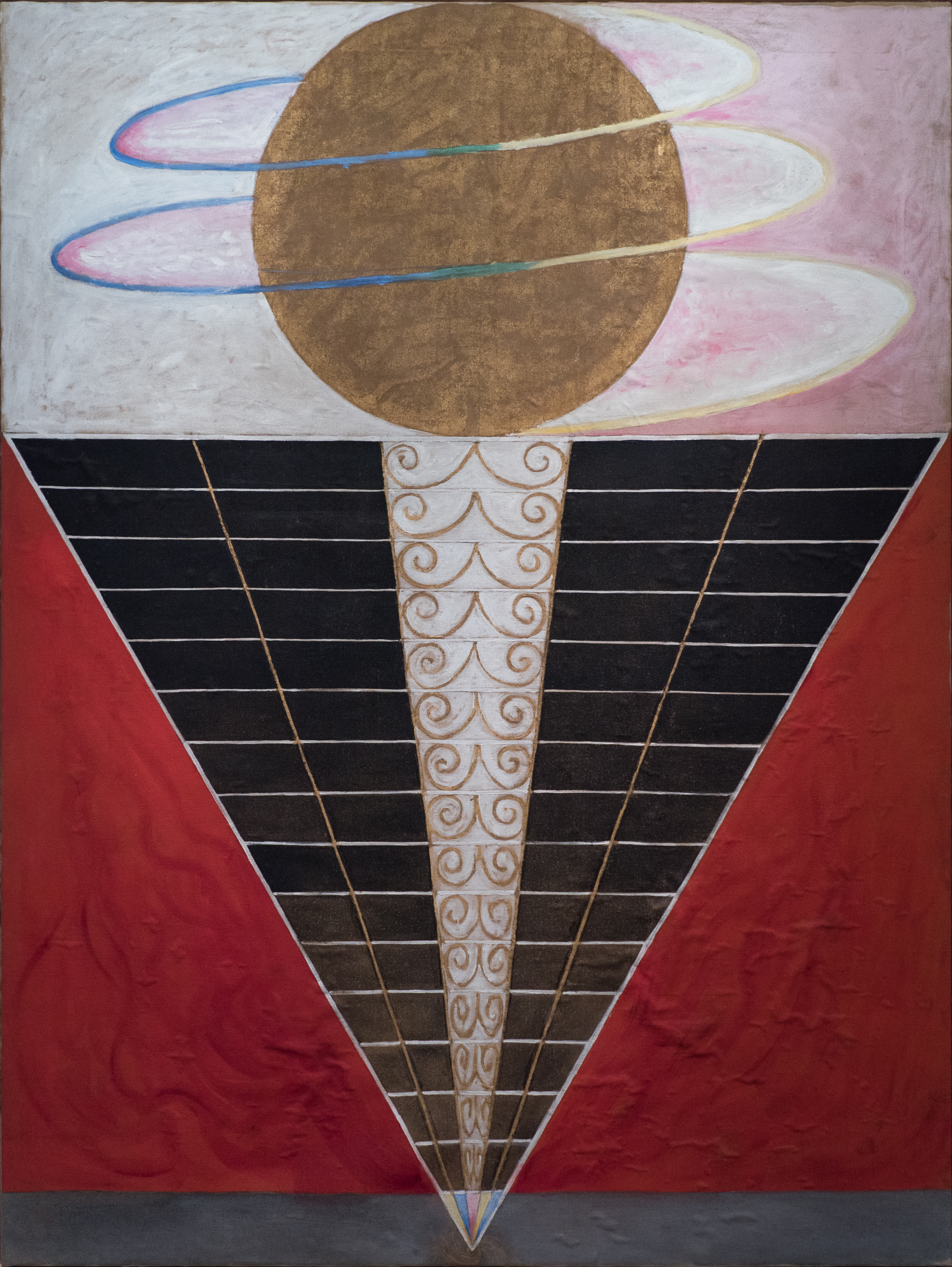
Group X, No. 2, Altarpiece, 1915
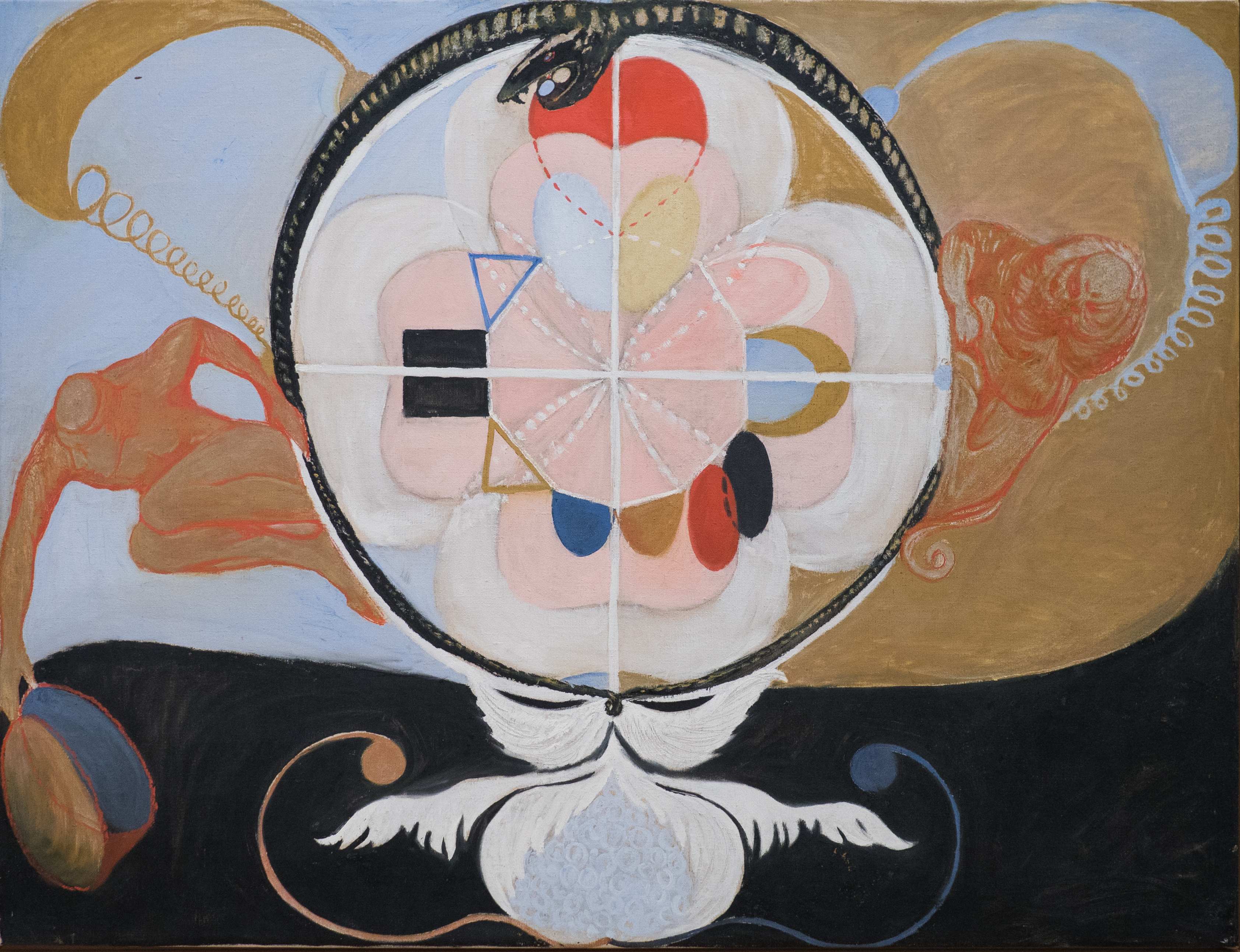
Evolution, No. 13, Group VI, 1908
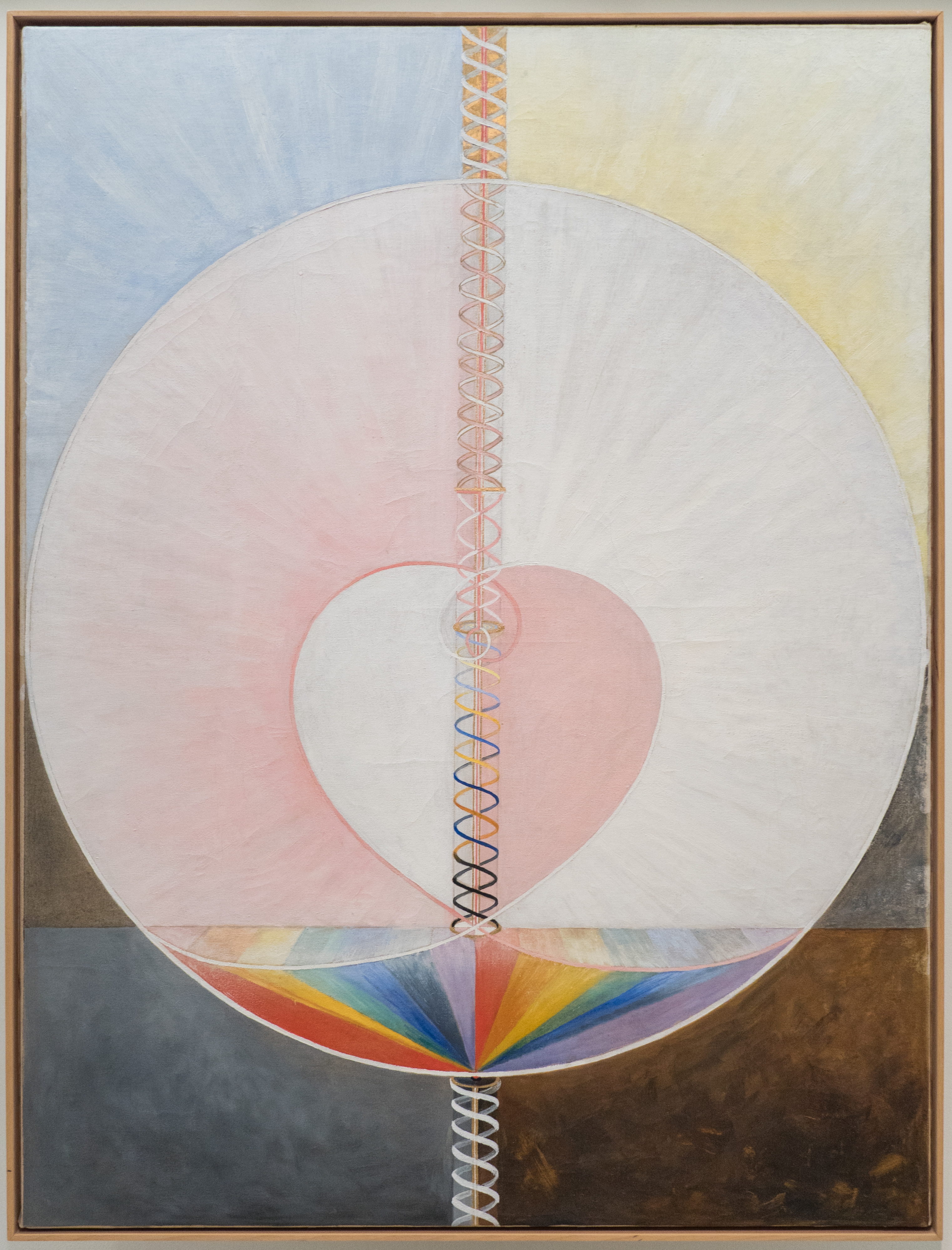
Group IX/UW, No. 25, The Dove, No. 1, 1915
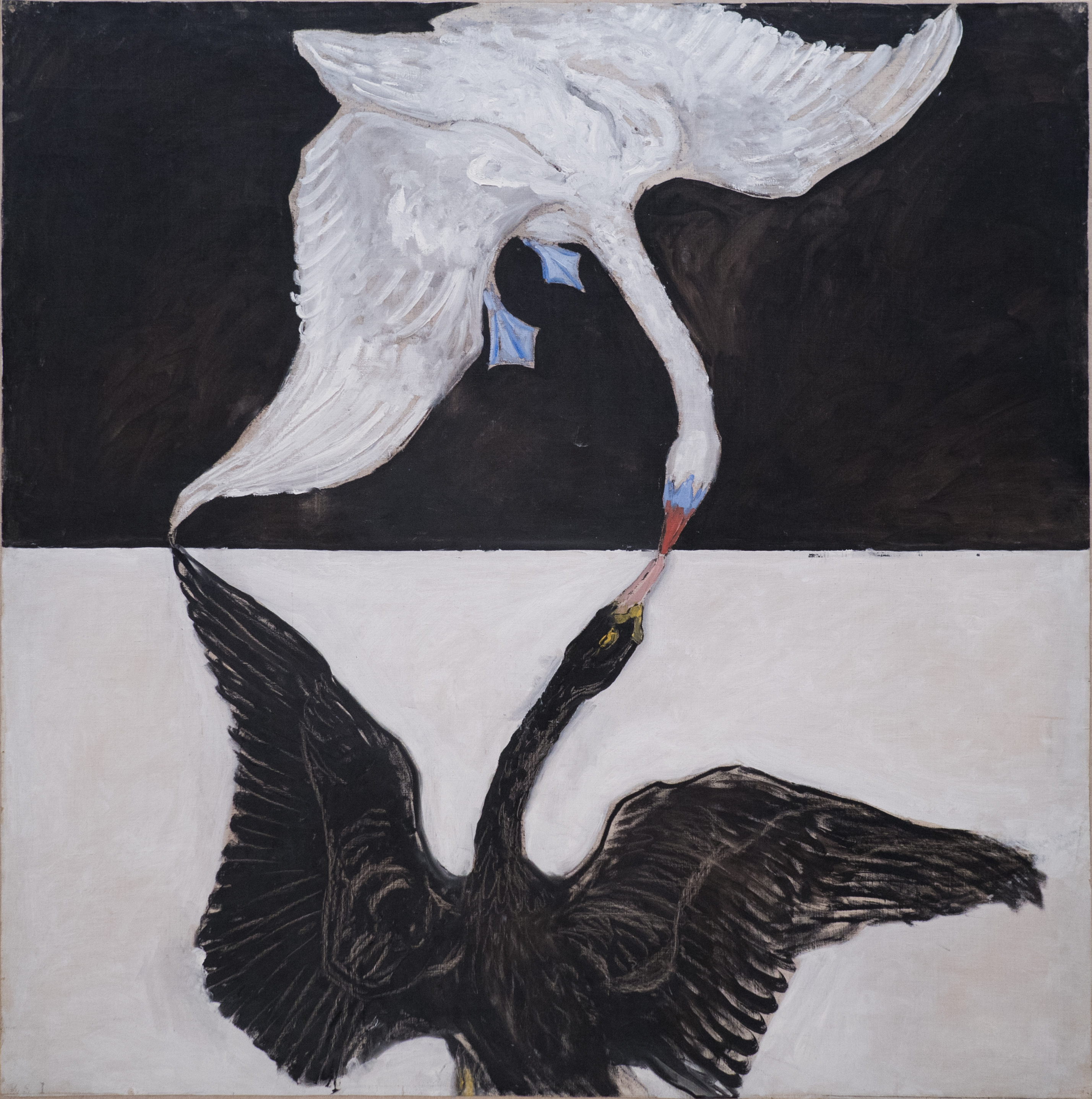
Group IX/SUW, The Swan, No. 1, 1915
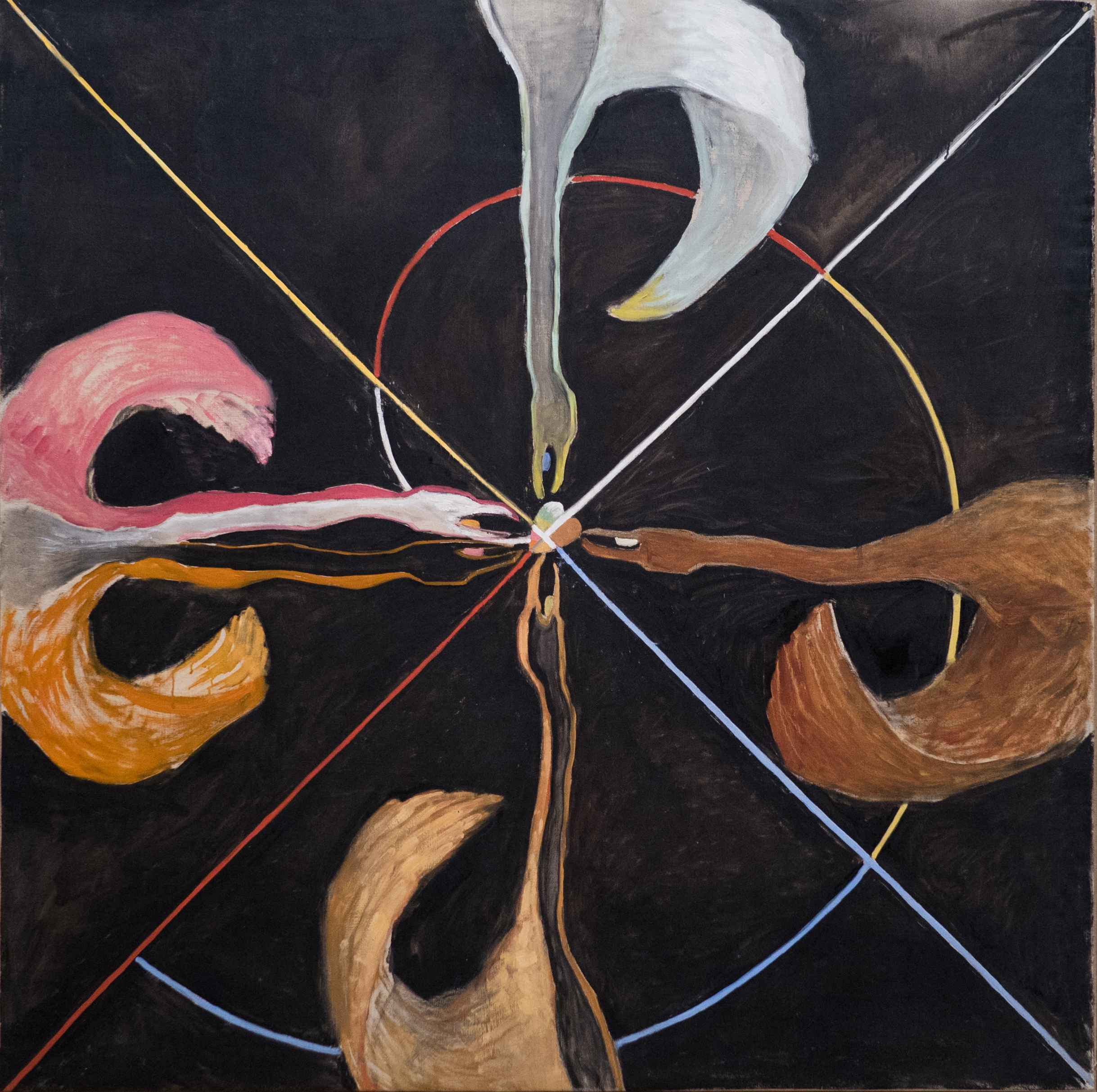
Group IX/SUW, The Swan, No. 7, 1915
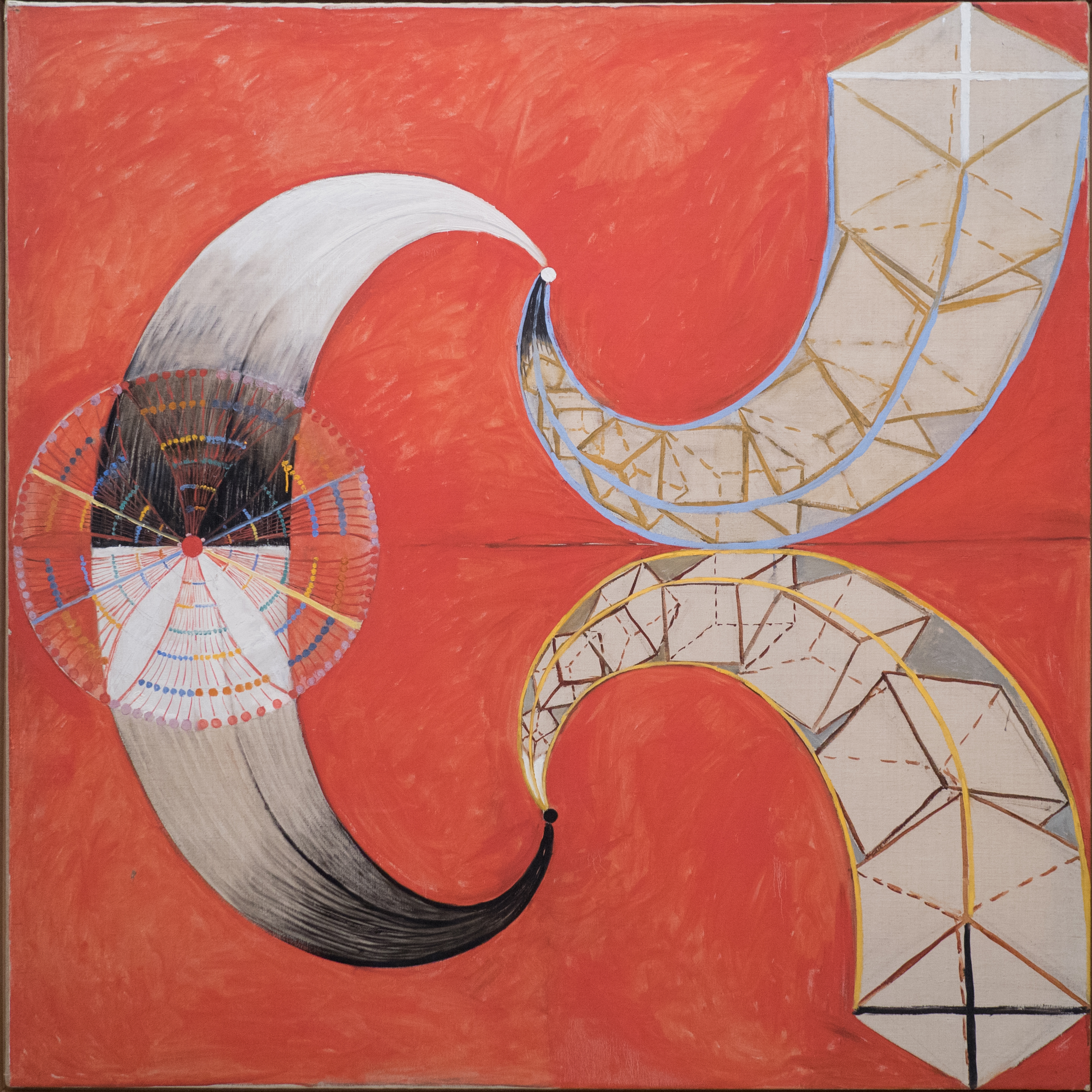
Group IX/SUW, The Swan, No. 9, 1915
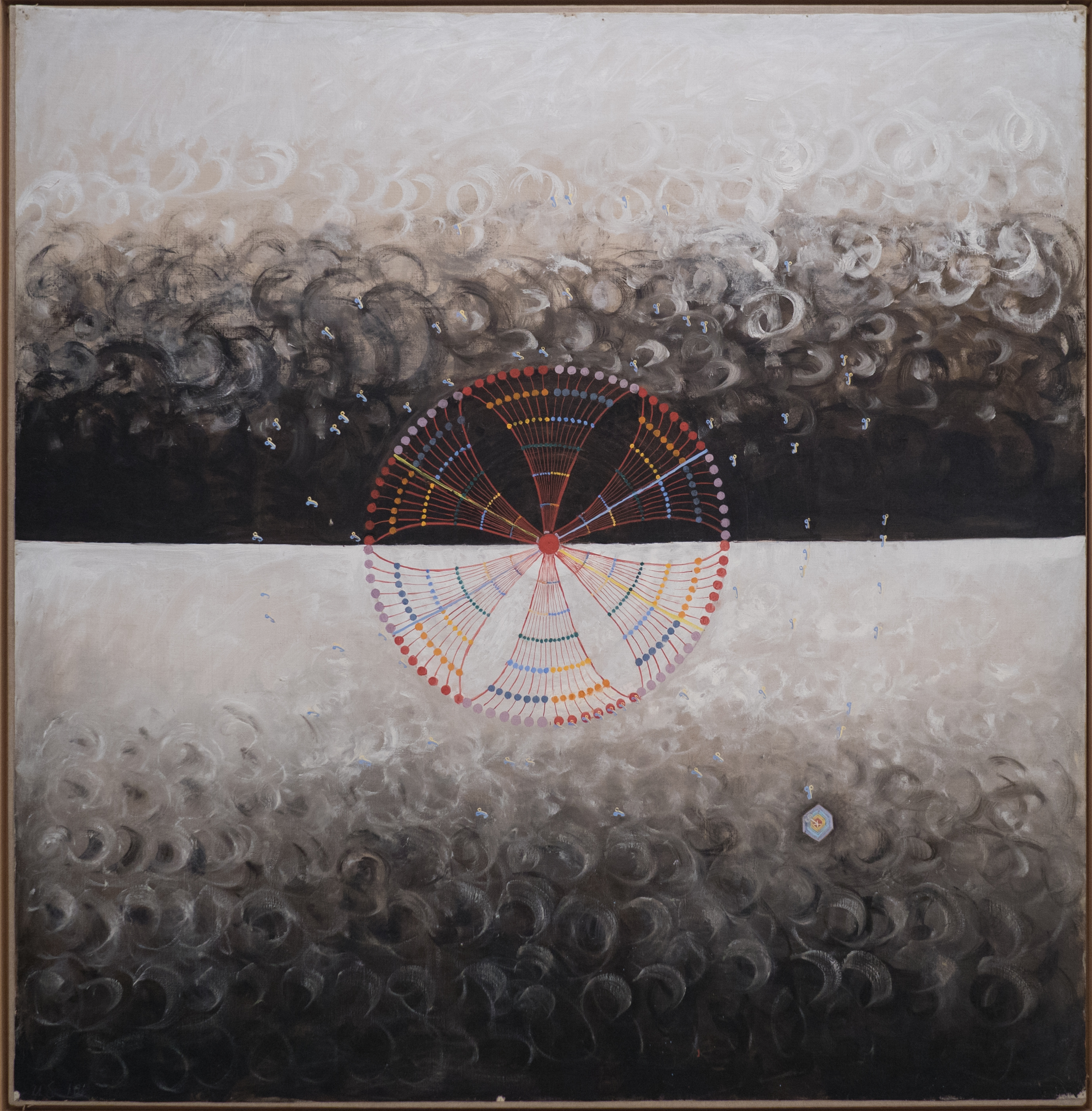
The Swan, No. 10, Group IX/SUW, 1915
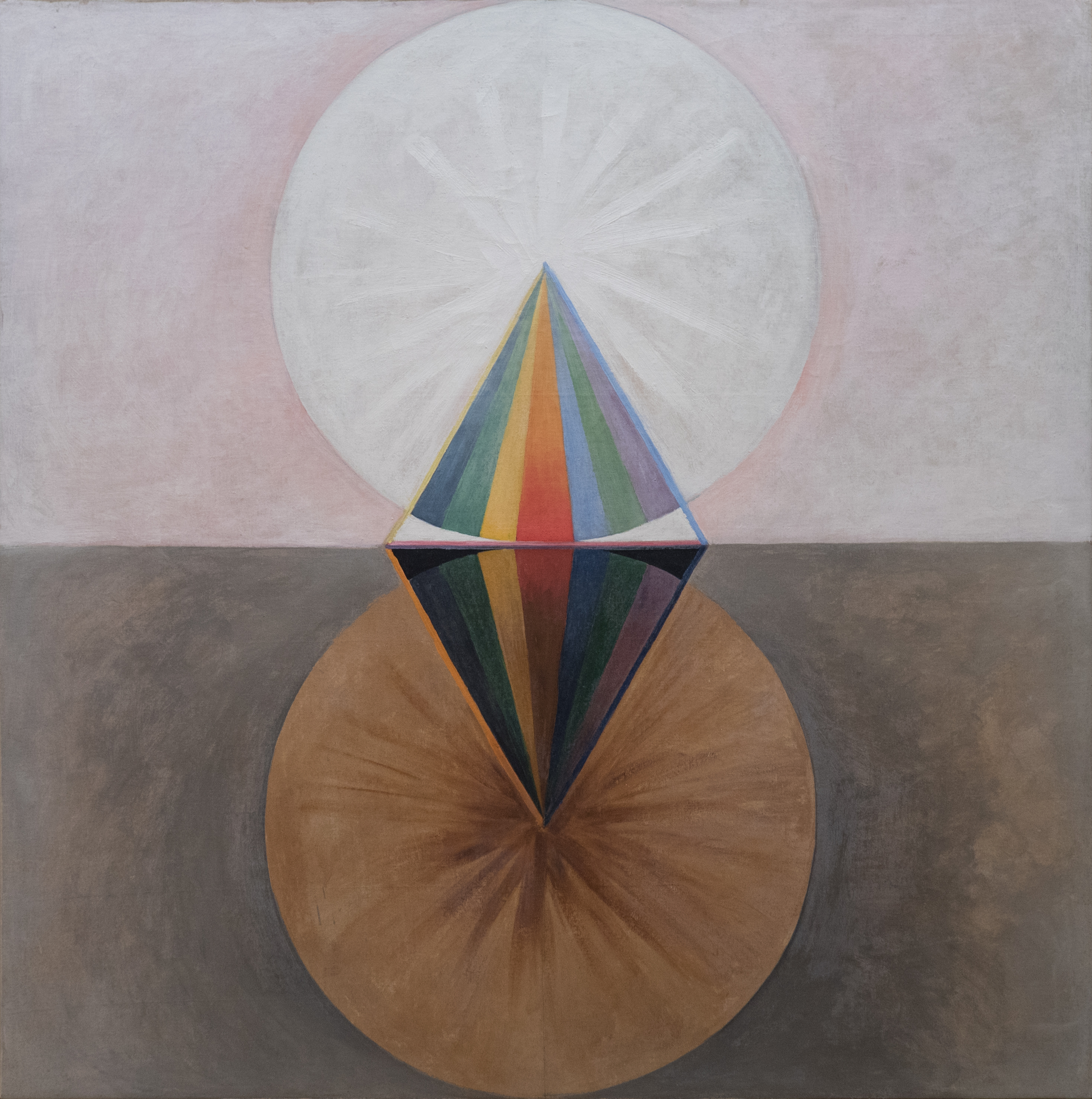
The Swan, No. 12, Group IX/SUW, 1915
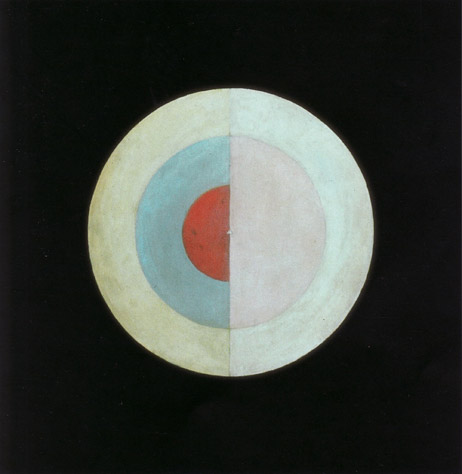
The Swan, No. 16, Group IX/SUW, 1915
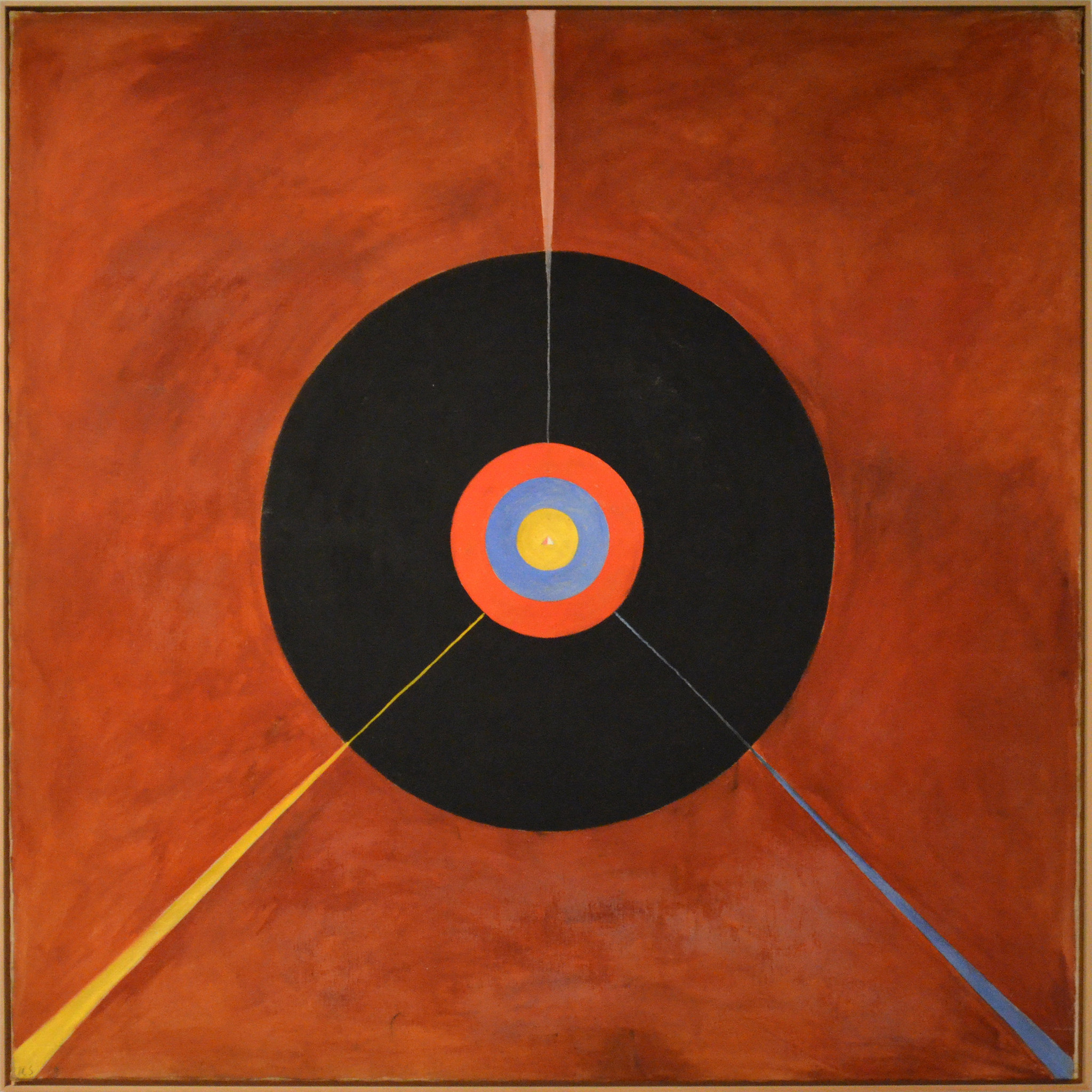
The Swan, No. 18, Group IX/SUW, 1915
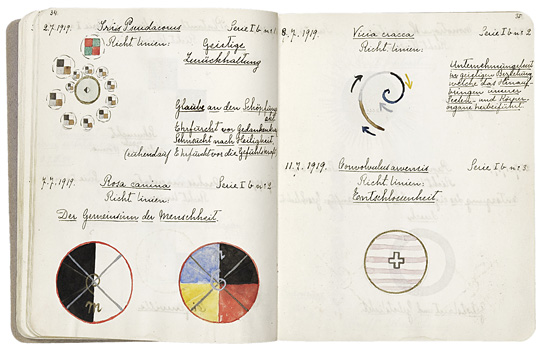
Notebook, July 2–11, 1919
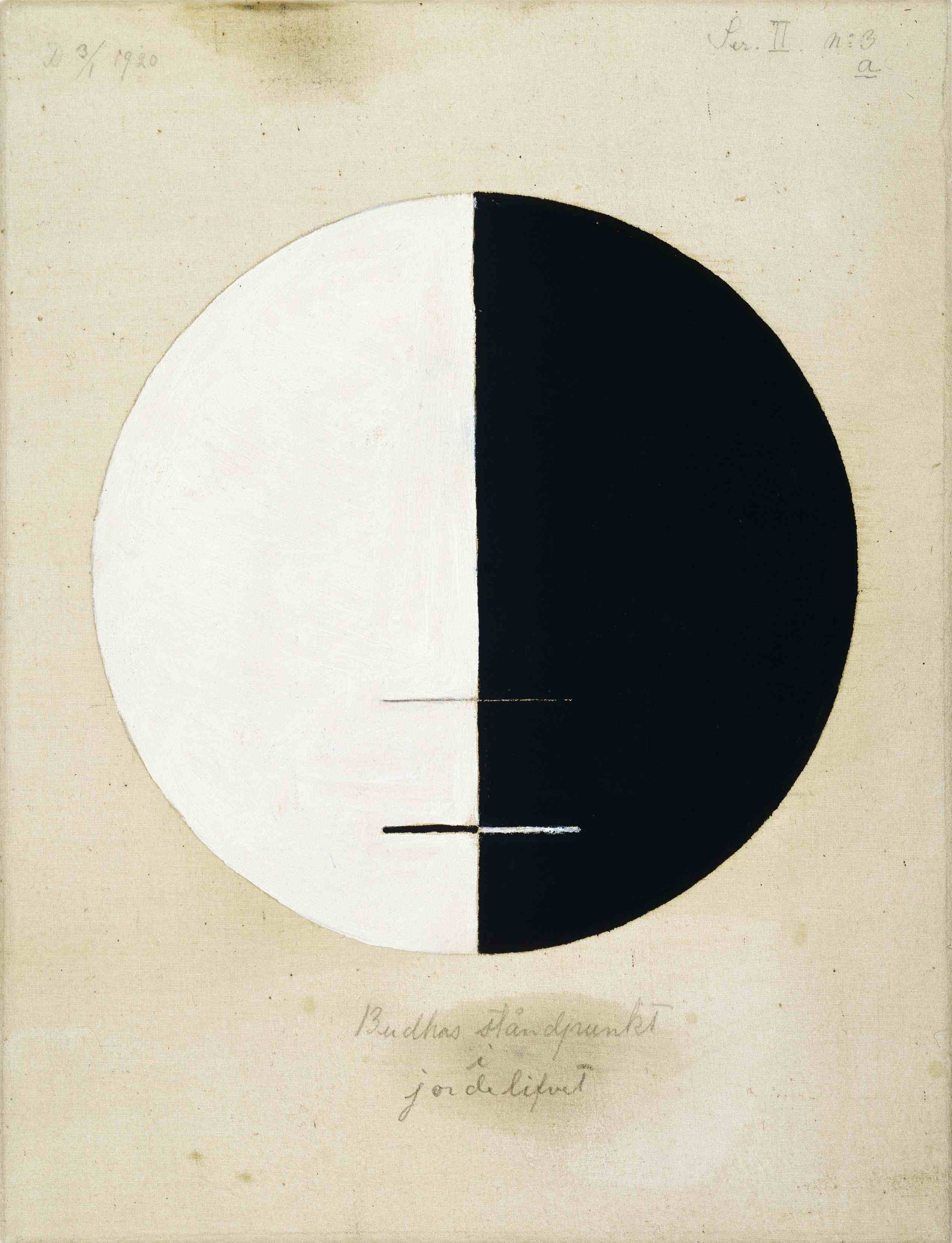
Buddha's Standpoint in the Earthly Life, No. 3a, Series XI, 1920

## Filmografía
- Beyond the visible. Hilma af Klint. Halina Dyrschka, Alemania, 2019.[43]
- Hilma. Lasse Hallström, Suecia, 2022.[44]

## Catálogo razonado
- Hilma Af Klint: The Complete Catalogue Raisonné: Volumes I-VII (Hilma Af Klint. El catálogo completo razonado: Volúmenes I-VII). Bokförlaget Stolpe. 2022. ISBN 9789198523669.[45]

1. Spiritualistic Drawings 1895–1910 (Dibujos espiritistas, 1895-1910).
2. The Paintings for the Temple 1906–1915 (Las pinturas para el templo, 1906-1915).
3. The Blue Books (Los libros azules).
4. Parsifal and the Atom 1916–1917 (Parsifal y el átomo, 1916-1917).
5. Geometric Series and Other Works 1917–1920 (Serie geométrica y otras obras, 1917-1920).
6. Late Watercolours 1922–1941 (Acuarelas tardías, 1922-1941).
7. Landscapes, Portraits and Miscellaneous Works 1886–1940 (Paisajes, retratos y obras diversas, 1886-1940).

## Edición en castellano
- VV.AA. (2024). Hilma af Klint. Editorial La Fábrica. ISBN 978-84-10024-42-7.
- Daniel Birnbaum, Julia Voss, Tracey Bashkoff, Isaac Lubelsky, Linda Dalrymple Henderson y Marco Pasi (2023). Hilma af Klint, visionaria. Cartoné, 160 páginas, 58 imágenes en color y 11 en blanco y negro, formato grande 270 x 208 x 20 mm., traducción Francisco López Martín, colección Imaginatio vera 158. Ediciones Atalanta. ISBN 978-84-126014-3-5.[46][47][48][49][50][51][52][53][54][55][56][57][58][59]
- Morales, Grace (2023). Hilma af Klint. La pintora de la visión sagrada. Rústica, colección Urano. Editorial Aurora Dorada. ISBN 978-84-127139-1-6.[60]
- Gómez Avilés, Iván (2019). Esoterismo y arte moderno. Una estética de lo irracional. Ediciones Asimétricas. ISBN 9788494979811.
- Hilma af Klint, Pionera de la abstracción. Museo Picasso Málaga. 2013. ISBN 9788494024962.